# Aeropuerto Internacional de Wilmington
El Aeropuerto Internacional de Wilmington o el Wilmington International Airport (IATA: ILM, OACI: KILM, FAA LID: ILM), algunas veces conocido como New Hanover County International Airport, es un aeropuerto público localizado en el norte de Wilmington, Carolina del Norte en el condado de New Hanover. El aeropuerto tiene dos pistas de aterrizaje y una sola terminal que tiene mangas. El aeropuerto también es la sede de tres aerolíneas de bajo costo (FBO's) y actualmente tienen hasta 100 vuelos privados diarios. También hay una rampa de 24-horas para vuelos internacionales que deseen detenerse ahí.

## Aerolíneas y destinos

### Pasajeros
| Aerolíneas           | Destinos |
| -------------------- | --- |
| American Airlines    | Charlotte, Dallas/Fort Worth |
| American Eagle       | Charlotte, Dallas/Fort Worth, Filadelfia, Miami, Nueva York–LaGuardia, Washington–National Estacional: Boston, Chicago–O'Hare |
| Avelo Airlines       | Fort Lauderdale, Fort Myers, Long Island/Islip, Mánchester (NH), Nashville, New Haven, Orlando, Punta Cana (inicia el 24 de diciembre de 2025), Rochester (NY), Tampa, West Palm Beach (inicia el 20 de noviembre de 2025) Estacional: Baltimore, Detroit, Houston–Hobby, Miami, Washington–Dulles, Wilmington (DE) |
| Breeze Airways       | Akron/Canton (inicia el 7 de noviembre de 2025), Fort Lauderdale (inicia el 7 de noviembre de 2025), Fort Myers, Hartford, Long Island/Islip (inicia el 2 de octubre de 2025), Orlando, Providence, Tampa (inicia el 2 de octubre de 2025)                                                                          |
| Delta Air Lines      | Atlanta Estacional: Mineápolis/St. Paul |
| Delta Connection     | Atlanta, Nueva York–LaGuardia Estacional: Boston |
| JetBlue Airways      | Estacional: Boston |
| Sun Country Airlines | Estacional: Mineápolis/St. Paul |
| United Express       | Newark Estacional: Chicago–O'Hare, Denver |

### Carga
| Aerolíneas   | Destinos                            |
| ------------ | ----------------------------------- |
| DHL Aviation | Charlottesville                     |
| FedEx Feeder | Greensboro, Kinston, Raleigh/Durham |
| UPS Airlines | Raleigh/Durham                      |

### Destinos internacionales
Se ofrece servicio a 1 destino internacional, a cargo de 1 aerolínea.
| Ciudad                                        | Nombre del aeropuerto                  | Aerolíneas                                         |           |           |           |
| El Caribe                                     | El Caribe                              | El Caribe                                          | El Caribe | El Caribe | El Caribe |
| --------------------------------------------- | -------------------------------------- | -------------------------------------------------- | --------- | --------- | --------- |
| República Dominicana (1 destino, 1 aerolínea) |                                        |                                                    |           |           |           |
| Punta Cana                                    | Aeropuerto Internacional de Punta Cana | Avelo Airlines (inicia el 24 de diciembre de 2025) |           |           |           |
| Total: 1 destino, 1 país, 1 aerolínea         |                                        |                                                    |           |           |           |